# Дейв Гайнеман
Девід Юджин «Дейв» Гайнеман (англ. David Eugene «Dave» Heineman; нар. 12 травня 1948, Фоллс-Сіті, Небраска) — американський політик. Губернатор штату Небраска з 2005 по 2015. Член Республіканської партії.
Закінчив Військову академію США у 1970 році, отримав звання капітана. З 1990 по 1994 рік працював у міській раді Фрімонта. З 1994 по 2001 рік — скарбник штату Небраска. Був заступником губернатора Небраски з 2001 по 2005 роки. Коли губернатор Майк Джоханнс був призначений Міністром сільського господарства США, Гайнеман змінив його на посаді губернатора. Був обраний на повний термін у 2006 році, отримавши 76 % голосів виборців. Переобраний у 2010.